# Radara tincturalis
Radara tincturalis är en fjärilsart som beskrevs av William James Kaye 1924. Radara tincturalis ingår i släktet Radara och familjen nattflyn. Inga underarter finns listade.